# Иракская коммунистическая партия
Иракская коммунистическая партия (араб. الحزب الشيوعي العراقي‎; Хизб аш-шуюи аль-ираки) — коммунистическая партия в Ираке.

## История
Партия основана 31 марта 1934 в результате объединения марксистских групп и кружков, существовавших в Месопотамии с 1920-х годов. В том же году организация вступила в Коминтерн. С момента своего основания находилась на нелегальном положении.
В 1944 состоялась 1-я конференция, а в 1945 — 1-й съезд партии. На съезде были приняты программа и устав, избран Центральный Комитет во главе с Юсефом Сальманом Юсефом (Фахедом). Партия вела активную борьбу против британского влияния в стране и сотрудничавшего с англичанами правительства Нури Саида, за что члены партии подвергались репрессиям со стороны властей. В 1947 были арестованы, а в 1949 казнены Фахед и члены ЦК — Заки Басем и Хусейн аш-Шабиби. На июньских выборах 1954 победу одержал Единый национальный фронт, в состав которого входили коммунисты (в качестве самостоятельной организации ИКП во Фронте не участвовала).

Один из руководителей Иракской Компартии Фахед (справа) в тюрьме. 14 февраля 1949

На 2-й конференции ИКП (1956) был избран новый состав ЦК во главе с Салямом Адилем (ар-Рады), членом Политбюро стал Джамаль аль-Хайдари; принят документ «Политическая линия партии в борьбе за национальное освобождение». В 1957 партия выступила инициатором создания Фронта национального единства, в составе которого ИКП активно участвовала в антимонархической Революции 14 июля 1958, установившей республику в Ираке.
После революции правительство Касема отменило запрет на деятельность Иракской Коммунистической партии, в результате чего последняя в короткий срок превратилась в крупную политическую силу. Коммунисты установили связи с Демократической партией Курдистана и стали организовывать совместные антиправительственные выступления, их базой становился Иракский Курдистан.
5-6 марта 1959 года после завершения Большого фестиваля мира, организованного в Мосуле иракскими коммунистами, сторонники БААС подняли мятеж под панарабистскими лозунгами. Коммунисты стали основной силой, организовавшей сопротивление восставшим. 8 марта правительственные войска начали штурм Мосула, и к следующему дню армия и вооруженные отряды коммунистов подавили восстание.

Руководители Иракской компартии во главе многотысячной демонстрации. 1 мая 1959 г.

Напуганное ростом влияния ИКП правительство Касема со 2-й половины 1959 начало преследовать партию, а в феврале 1960 запретило её деятельность. Несмотря на это, только отряды коммунистов, вооруженные палками и мотыгами, выступили на стороне Касема в ходе переворота, приведшего к расстрелу иракского лидера.
После государственного переворота 1963, организованного БААС, и последующего прихода к власти военного режима генерала Абдель Саляма Арефа был развернут массовый террор против левых и коммунистов. Большая часть руководителей партии во главе с Салямом Адилем была уничтожена, тысячи коммунистов были посажены в тюрьмы. Несмотря на это, в 1967—1968 коммунистам удалось организовать повстанческое движение.
Пришедшее к власти в июле 1968 правительство партии БААС с обновлённым руководством освободило коммунистов из тюрем, между ИКП и БААС было установлено сотрудничество по вопросу создания Прогрессивного национально-патриотического фронта Ирака. В мае 1972 2 представителя ИКП официально введены в состав правительства, хотя компартия по-прежнему находилась на неофициальном положении. Однако сотрудничество оказалось недолговременным: после возобновления репрессий в 1977—1978 против коммунистов в апреле 1979 министры-коммунисты вышли из правительства, компартия прекратила своё участие в Национальном фронте. В мае 1979 руководство ИКП приняло решение о выходе из ПНПФ и переходе на нелегальное положение. Воспользовавшись требованием коммунистов отменить в стране чрезвычайное положение и провести выборы в Национальную ассамблею, Совет революционного командования Ирака запретил деятельность ИКП в массовых организациях. В этом же месяце более 30 коммунистов и их сторонников были обвинены С.Хусейном в предательстве иракской революции и создании своих ячеек в армии и казнены. Руководители компартии покинули страну. С разгромом ИКП в Ираке установилась однопартийная система с монополией баасистской партии.
В 1993 году курдские коммунисты создали полуавтономную Коммунистическую партию Курдистана.
В период, предшествовавший ликвидации режима Саддама Хусейна, КПИ легально действовала в Иракском Курдистане и вела организационную подпольную работу в Багдаде и других регионах Ирака. Партия выступала против войны, но также и против сохранения диктаторского режима.
После свержения режима Хусейна и оккупации Ирака иностранными войсками Компартия Ирака в политическом отношении являлась равноудалённой как от проамериканской власти, так и от иракского Сопротивления. Компартия приветствовала казнь Саддама Хусейна. Секретарь Иракской компартии Хамид Маджид Муса вошёл в состав Национальной Ассамблеи Ирака.
На парламентских выборах 2005 года КПИ стала основной силой Народного союза, в некоторых регионах коммунисты шли отдельными списками. На парламентских выборах в декабре 2005 коммунисты вошли в состав Иракского национального списка, получившего 8 % голосов избирателей и 25 мест в парламенте. Раид Джахид Фахми, будущий секретарь компартии с 2016 года, стал министром науки и технологий в кабинете министров Нури аль-Малики.
По итогам выборов 2018 года коалиция коммунистов и садристов (сторонников шиитского проповедника Муктады ас-Садра) — Альянс революционеров за реформы — получила больше всего мест в парламенте (55).

## Связанные организации
Молодёжная организация Иракской коммунистической партии — Иракская федерация демократической молодёжи.

## Руководители КПИ
- май 1935 — декабрь 1935 Асим Флайех
- 1941 — октябрь 1941 Абдула Масуд
- август 1951 — апрель 1953 Баха аль-Дин Нури
- октябрь 1941 — февраль 1949 Юсеф Сальман Юсеф (Фахед)
- апрель 1953 — июнь 1954 Абд аль-Карим Ахмад аль-Дауд
- июнь 1954 — июнь 1955 Хамид Утман
- июнь 1955 — февраль 1963 Хусейн ар-Ради (Салям Адиль)
- август 1964—1993 Азиз Мухаммед
- 1993—2016 — Хамид Маджид Муса
- с декабря 2016 — Раид Джахид Фахми